# Peter Breuer (1856–1930)

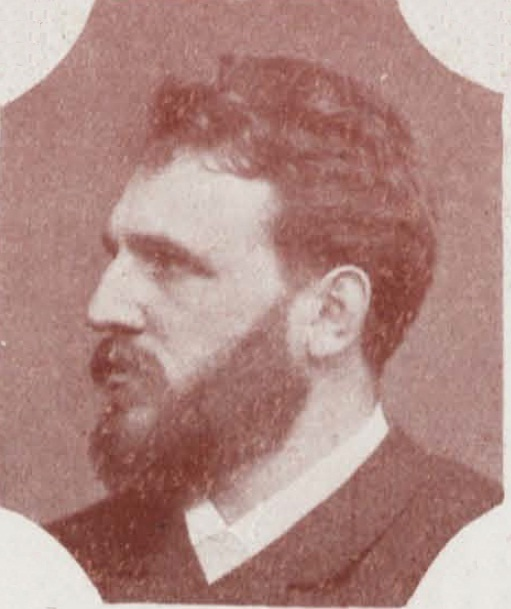
Peter Breuer.

Peter Christian Breuer, född den 19 maj 1856 i Köln, död den 1 maj 1930 i Berlin, var en tysk bildhuggare.
Breuer studerade i München och Berlin, vann rykte främst genom grupperna Adam och Eva (1894) och Kristus välsignar barnen (1897), utförde dessutom ett monumentet av Otto von Bismarck i Breslau (avtäckt 1900), kejsar Vilhelm I:s monument i Halle, en grupp i Siegesallé i Berlin med mera. Breuer var professor vid konstakademien i Berlin.